# Posada
Posada je izraz koji u najširem smislu označava skupinu, u pravilu hijerarhijski organiziranih ljudi koje povezuje svakodnevni rad ili određeni zadatak vezan s nekim objektom ili prijevoznim sredstvom (brod, zrakoplov) kojim nastoje upravljati ili ga opsluživati. Tako se govori o brodskoj posadi ili posadi zrakoplova. U vojnoj terminologiji se pod izrazom "posada" se tako može odnosi na osoblje koje upravlja i opslužuje topničko oruđe (posada topa), tenk ili oklopno vozilo (tenkovska posada), ali i određeni fortifikacijski objekt (tvrđava, bunker i sl.). Vojne jedinice obučene i specijalizirane za održavanje i obranu takvih objekata se ponekad nazivaju posadne, odnosno tvrđavske ili garnizonske jedinice.